# Meleagro
Meleagro (in greco antico: Μελέαγρος?, Meléagros) è un personaggio della mitologia greca. Fu un principe di Calidone e un Argonauta, e partecipò alla caccia al cinghiale calidonio.

## Genealogia
Figlio di Oineo o di Ares e di Altea, sposò Cleopatra Alcione e fu padre di Polidora.
Con Atalanta mise al mondo Partenopeo.

## Mitologia
Apollonio Rodio lo elenca tra gli Argonauti ma non riferisce nulla a riguardo di sue imprese particolari.
La leggenda principale che riguarda questo personaggio lo vede protagonista della caccia al cinghiale calidonio ed è probabilmente legata alla trascrizione di un racconto popolare e legato ad un'opera perduta (le Pleuronie di Frinico), ma sul seguito della sua esistenza esistono due versioni distinte e di cui una vede la sua vita finire poco dopo l'uccisione dell'animale e l'altra che lo descrive impegnato a combattere in una guerra contro i Cureti ed avvenuta tempo dopo.
Pausania conferma la doppia versione del mito parlando di due altre opere perdute (Catalogo delle donne e Miniadi) e scrivendo che quei testi dicevano che Meleagro fu ucciso da Apollo che combatteva al fianco dei Cureti.

### L'anatema delle Moire
Quando furono passati sette giorni dalla sua nascita, le Moire si presentarono alla madre e predissero che il bambino sarebbe vissuto fino a quando il ciocco di legno che stava bruciando nel focolare non si fosse consumato e così, per salvaguardare la vita del figlio, Altea tolse quel tizzone dal fuoco e lo depositò in una cassa.

### La spedizione degli Argonauti
Il giovane Meleagro si imbarcò con gli Argonauti. Fu lui a uccidere, in seguito a un equivoco, l'eroe Artace, considerato il più grande guerriero del suo tempo: costui era uno dei Dolioni che insieme al loro giovane re Cizico avevano in precedenza ospitato Giasone e compagni, i quali, in una notte senza luna, erano stati ributtati da una tempesta sulle coste di Arto, la penisola asiatica su cui il sovrano esercitava il proprio potere. Argonauti e Dolioni combatterono gli uni contro gli altri senza riconoscersi (credendo i primi di essere stati  attaccati da una popolazione di giganti, mentre i secondi avevano scambiato gli Argonauti per pirati), e tra le vittime di Meleagro vi fu appunto Artace, insieme al meno noto Itimoneo, mentre Cizico venne trafitto da Giasone. All'alba gli Argonauti presero tragicamente coscienza di quanto accaduto, e seppellirono le loro vittime con grandi onori e pianti.

### La caccia al cinghiale
Dopo un abbondante raccolto Eneo aveva offerto un sacrificio a tutte le divinità dimenticandosi però di onorare Artemide che per ritorsione inviò nelle terre di Calidone un cinghiale di proporzioni enormi che devastava i campi ed uccideva chiunque uscisse dalle mura della città.

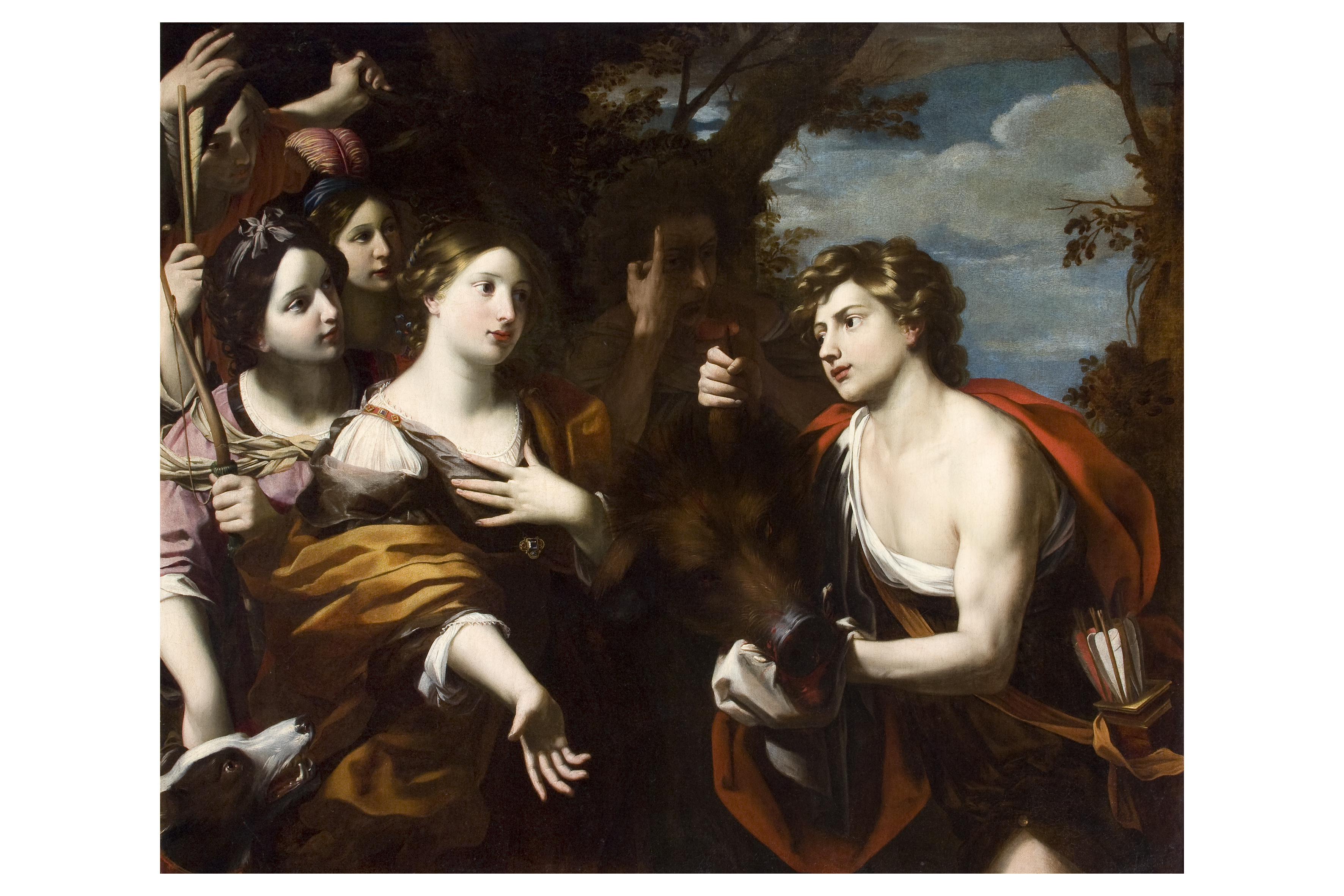
Michel Desoubleay detto Michele Desubleo, Atalanta e Meleagro, sec. XVII (1620 - 1650), Museo Civico di Modena

Per abbattere l'animale il padre fece appello a molti eroi ed una volta riunito il gruppo li affidò al figlio che diede inizio alla battuta di caccia. Tra di loro si presentò anche Atalanta, una bellissima cacciatrice che infatuò Meleagro e donna con cui desiderò avere un figlio nonostante fosse già sposato con Cleopatra.

Atalanta, tra tutti i tentativi fatti dagli altri cacciatori per colpire l'animale, fu la prima a ferire il cinghiale, che di lì a poco cessò di correre e di caricarli e che fu infine ucciso da Meleagro con un colpo di giavellotto.

### L'amore e la morte
Per amore, cavalleria o riconoscenza, Meleagro consegnò la testa e la pelle dell'animale come trofeo ad Atalanta, ma Plessippo e Tosseo (fratelli di Altea e quindi zii di Meleagro) protestarono dicendo che il trofeo, qualora non fosse trattenuto dal suo uccisore, doveva essere consegnato a loro; ne nacque una lite e Meleagro reagì uccidendoli entrambi.
Altea, che sulle prime fu contenta per la morte del cinghiale, quando seppe che il figlio aveva ucciso i suoi fratelli prese il ciocco di legno legato alla vita del figlio e lo mise su un braciere, uccidendo così il figlio.

### Meleagro nell'Iliade
Nel IX libro dell'Iliade Fenice, il tutore di Achille, quando si reca da lui per chiedergli di riprendere le armi, gli racconta la vicenda di Meleagro.
La versione della storia raccontata da Fenice coincide con quella precedentemente esposta fino all'abbattimento del cinghiale. Fenice però, anziché raccontare ad Achille della vita dell'eroe che termina quando il tizzone rimesso sul fuoco da Altea finisce di bruciare, dice che Artemide (non soddisfatta dell'esito della sua punizione verso Oineo) fece in modo che dal litigio sul trofeo si generasse una guerra tra gli Etoli Calidoni ed i Cureti abitanti di Pleurone (da cui il titolo della tragedia di Frinico) e che, a causa della presenza di Meleagro nelle file dei Calidoni, gli avversari non riuscivano a sopraffarli.
Nella versione di Omero Atalanta non figura tra i cacciatori del cinghiale ed ha più spazio la moglie di Meleagro, Cleopatra, poiché durante l'assedio di Calidone gli parla del triste destino delle città conquistate; inoltre l'evento dell'uccisione degli zii materni non avviene più subito dopo l'abbattimento del cinghiale, bensì durante una battaglia della guerra di cui Fenice continua a raccontare ad Achille.
Di Altea, infine, Omero scrive che dapprima giurò la morte per suo figlio nel nome di Ade e Persefone ma che poi, dopo che il figlio si è ritirato dal combattimento, lo implora invano quando gli avversari assalgono le mura della città.
La versione di Omero si conclude dicendo che le Erinni escono dall'Erebo per rispondere alle invocazioni di morte pronunciate da Altea ma, nonostante la città dei Calidoni fosse già in fiamme, non dice che l'eroe muore dopo essere ritornato in battaglia per scongiurare la caduta della stessa.

### Altri pareri
Nel Catalogo delle donne di Esiodo, giuntoci in forma frammentaria, tramanda solo la fine della vicenda di Meleagro: qui sembra che l'eroe venga ucciso da Apollo mentre combatte sotto le mura di Pleurone. Pausania concorda con Esiodo e aggiunge che il dio è alleato dei Cureti; come sue fonti cita sia il Catalogo, sia il perduto poema epico Miniadi.

## Galleria d'immagini

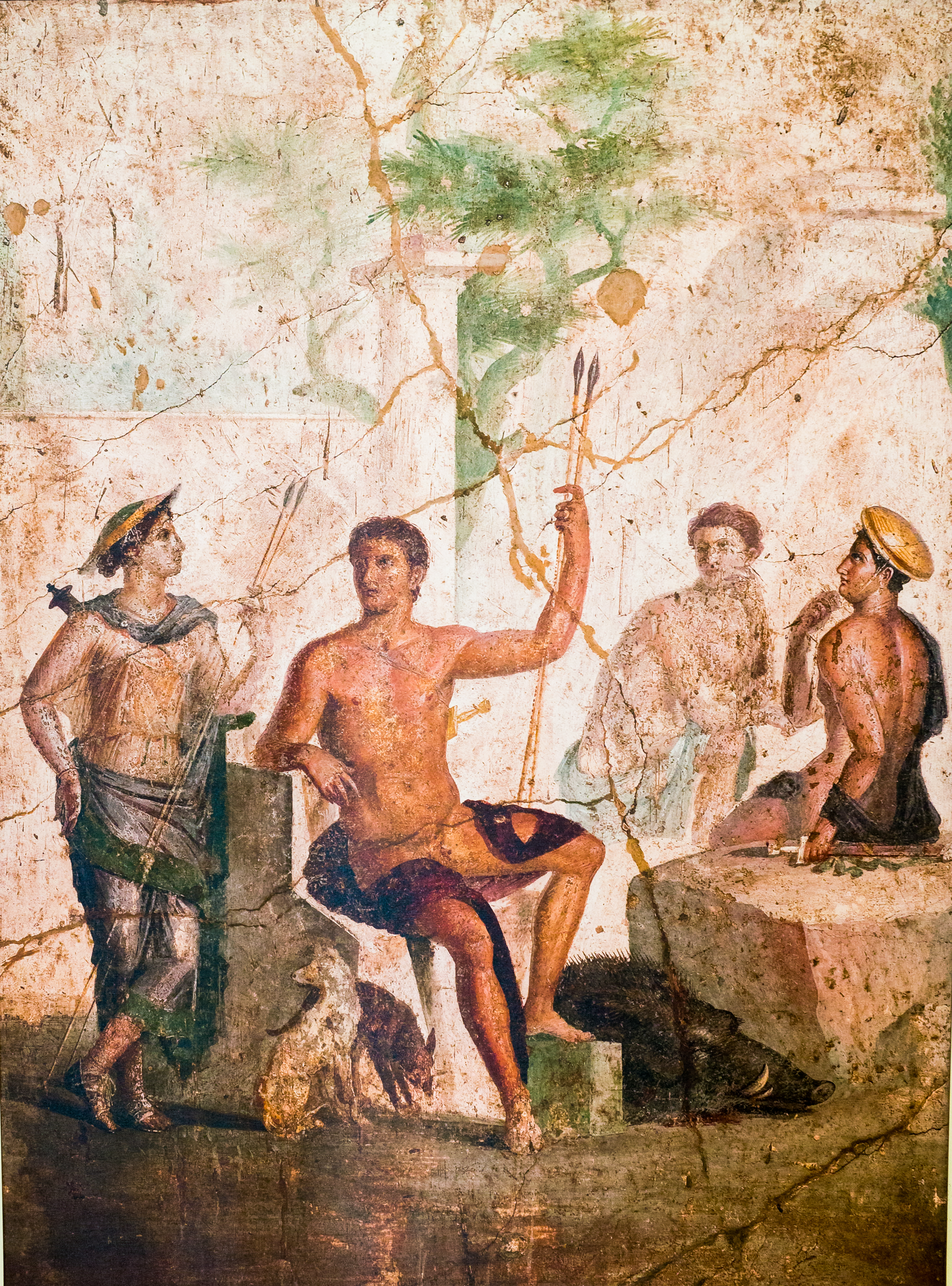
Meleagro e Atalanta riposano dopo la caccia al cinghiale Calidonio. I secolo d.C. Casa del centauro. Da Pompei al Museo Archeologico Nazionale (Napoli).
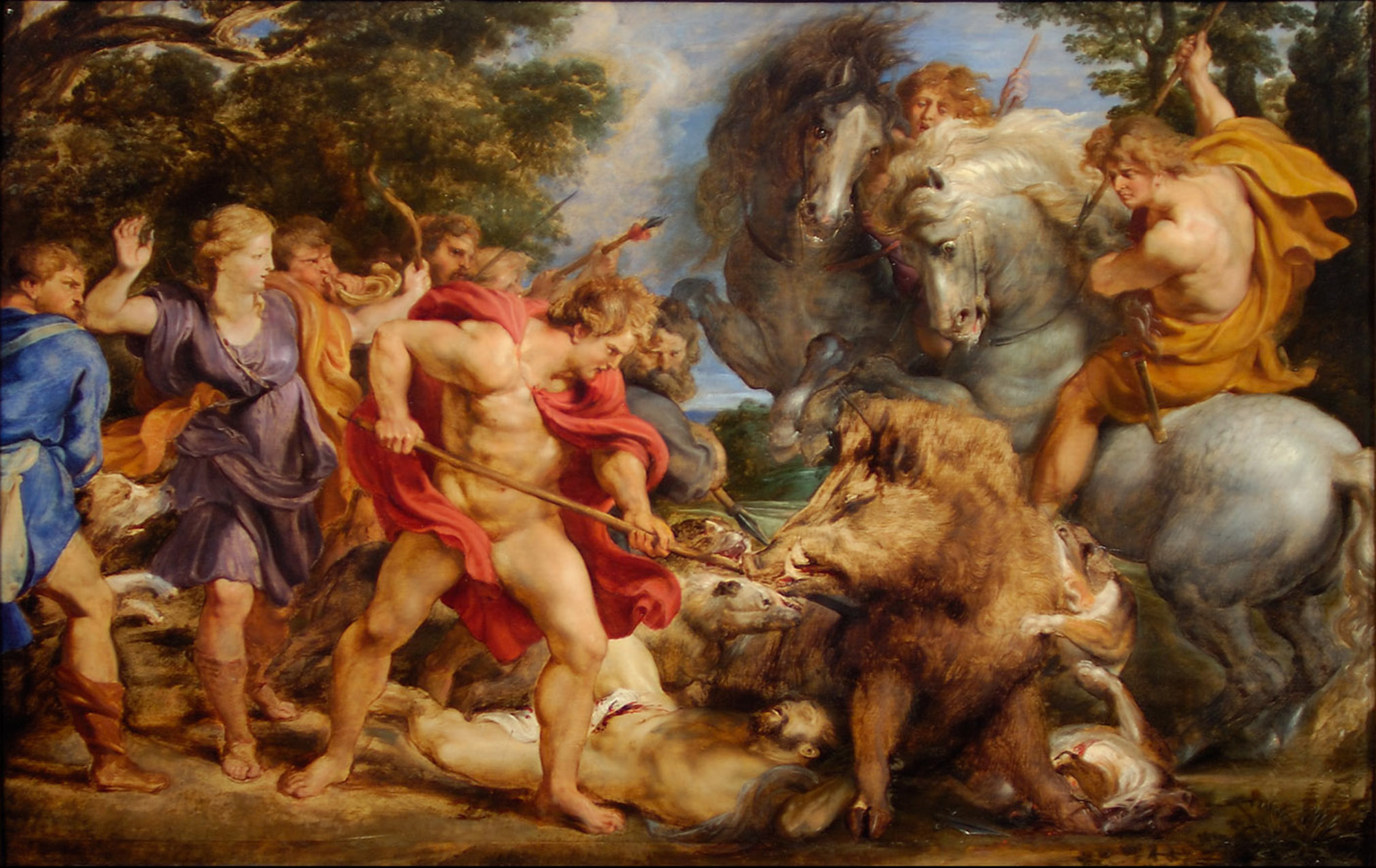
Caccia al cinghiale calidonio, rappresentazione pittorica di Peter Paul Rubens.
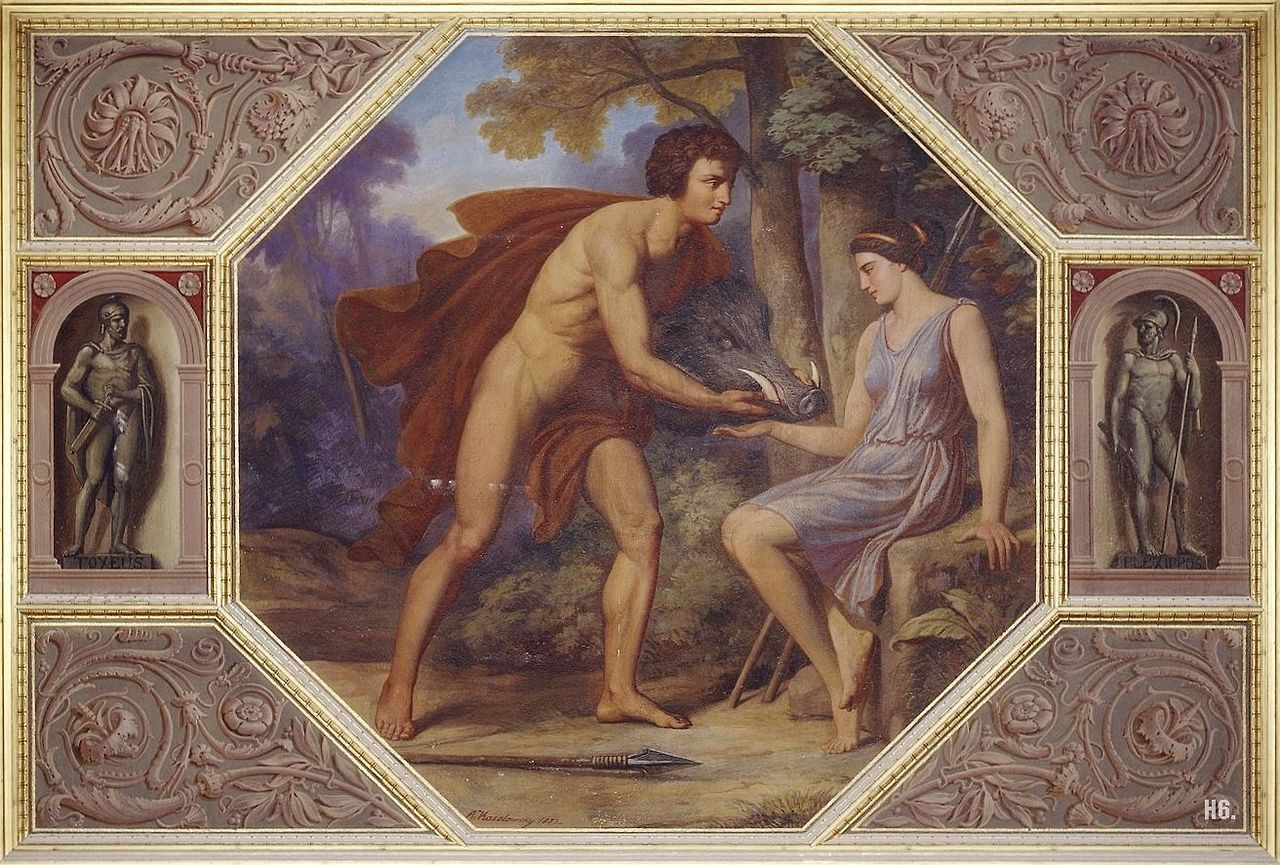
Meleagro porge il trofeo ad Atalanta. Affresco dipinto da August Theodor Kaselowsky, presente al Neues Museum (Berlino).
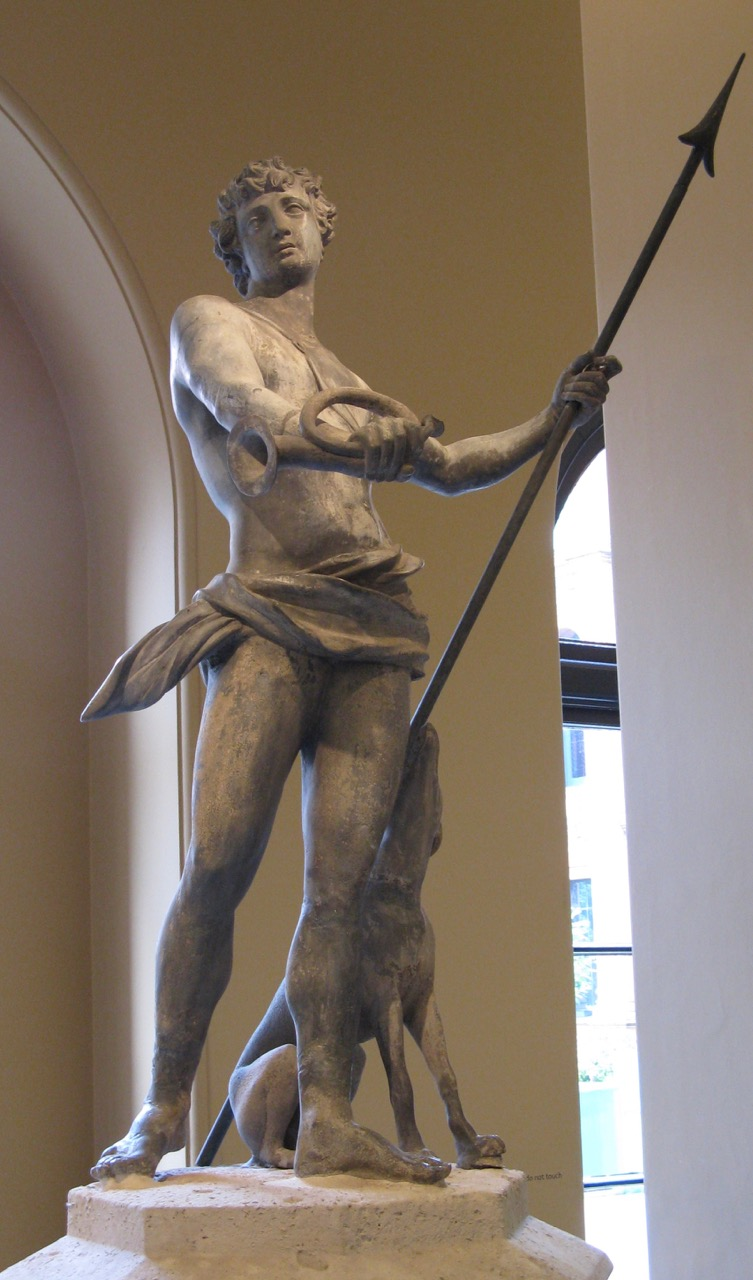
Meleagro, statua dello scultore Andries Carpentière, conservata al Victoria and Albert Museum (Londra).
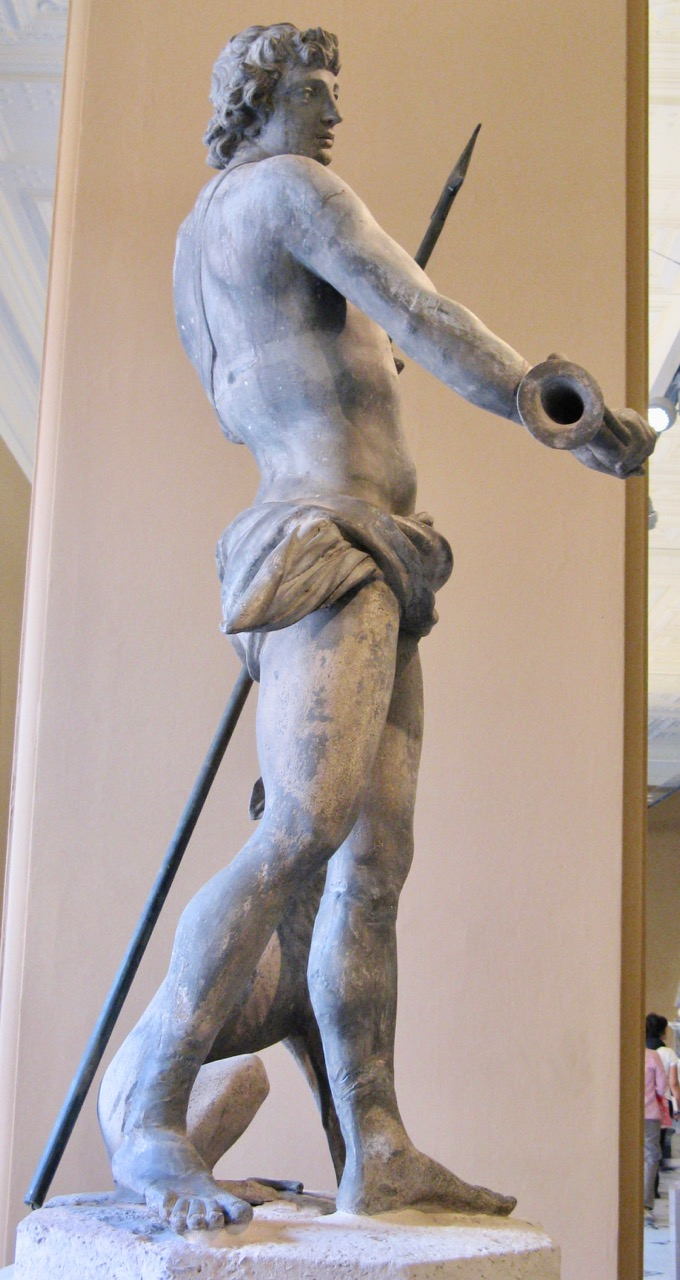
L'opera a tutto tondo di Carpentière, vista di fianco.